# Wilhelm Pleyer
Pour les articles homonymes, voir Pleyer.
Wilhelm Pleyer, né le 8 mars 1901 à Eisenhammer près de Hluboká, mort le 14 décembre 1974 à Munich, était un écrivain et journaliste völkisch allemand de la région des Sudètes. Rédacteur de nombreuses revues, dont les Soldaten-Kameraden, il fut administrateur en Tchécoslovaquie pour le compte de la NSDAP.